# Assassination Classroom (film)
Assassination Classroom (映画 暗殺教室?, Eiga ansatsu kyōshitsu) è un film del 2015 diretto da Eiichirō Hasumi.
Film d'azione fantascientifico di genere comico-scolastico basato sulla serie manga Assassination Classroom creata da Yūsei Matsui.
Un seguito intitolato Assassination Classroom: Graduation è stato prodotto entro l'anno seguente.

## Trama
Un misterioso e potentissimo essere tentacolare ha distrutto oltre il 70% della Luna, minacciando ora di annientare anche la Terra entro la fine dell’anno scolastico. Tutti i tentativi dell’esercito giapponese di eliminarlo falliscono miseramente. Ma l’incredibile creatura, ribattezzata Koro-sensei, sorprende tutti accettando un accordo: sarà l’insegnante della classe 3-E della Kunugigaoka Junior High School, la sezione riservata agli studenti più problematici, dando loro la possibilità di ucciderlo prima della scadenza. Nagisa Shiota, timido ma attento osservatore, è uno degli studenti di questa classe speciale. Accanto a lui ci sono il brillante e impulsivo Karma Akabane, la dolce Kaede Kayano, la scienziata Manami Okuda e molti altri ragazzi che, sebbene inizialmente disprezzati, cominciano a credere in sé stessi grazie all’inaspettata dedizione di Koro-sensei. Mentre gli studenti apprendono tecniche letali usando coltelli e pallottole inoffensive solo per gli esseri come lui, il governo affianca alla classe due adulti: l’istruttore militare Tadaomi Karasuma e l’affascinante assassina Irina Jelavić. Nel frattempo, nuovi compagni si uniscono al gruppo: l'intelligenza artificiale "Ritsu", e Itona Horib, un ragazzo tentacolare simile a Koro-sensei.
Il rapporto tra Koro-sensei e gli studenti cresce al punto da renderlo per loro un insegnante insostituibile. Ma il pericolo si intensifica quando l’aggressivo Akira Takaoka subentra brevemente a Karasuma, e più tardi ritorna per vendicarsi, arrivando persino ad avvelenare alcuni studenti. Nagisa e Karma dovranno collaborare per salvare i loro amici e impedire una tragedia. Mentre la classe scopre qualcosa di più sul passato di Koro-sensei e sulla figura tragica di Aguri Yukimura, si avvicina la resa dei conti. Ma la missione finale non sarà solo un test di forza, bensì una prova di maturità e di coscienza per ogni membro della classe 3-E.

## Produzione
Le riprese sono iniziate il 31 agosto del 2014.

## Distribuzione
È uscito in anteprima nelle sale in Giappone a partire dal 21 marzo del 2015. e ha debuttato negli Stati Uniti al Fantastic Fest di Austin.

## Accoglienza
Accolto in 313 cinema in tutto il Giappone ha incassato 3,42 milioni di dollari con 351.000 spettatori nel primo fine settimana. In totale ha guadagnato oltre $ 20 milioni solo in Giappone.
Film School Rejects gli ha assegnato un punteggio di B+, asserendo che "Assassination Classroom è un'esplosione assoluta che non solo sopravvive alla sua ridicola costruzione e trama, ma che rende qualcosa di veramente speciale assieme ad esso".
We Got This Covered gli ha invece assegnato tre punti e mezzo su cinque dicendo: "Assassination Classroom è una commovente storia J-pop che racconta di un insegnante alieno che progetta di distruggere l'umanità e la classe di disadattati la quale deve pertanto cercare a tutti i costi di ucciderlo prima del conseguimento del diploma"
Twitch Film ha affermato: "Questo è stato il film giapponese leggero e spensierato che stavo aspettando per tutto il festival". "Otaku USA" è stato invece più negativo, dicendo "in quanto pezzo di narrazione, Assassination Classroom sembrava più una serie di capitoli non coesi prodotti e messi in scena da un folle completo; questo molto probabilmente grazie alle sue origini manga".

## Sequel
Il sequel intitolato Assassination Classroom: Graduation è stato fatto uscire nelle sale il 25 marzo del 2016.